# Mommur Chasma

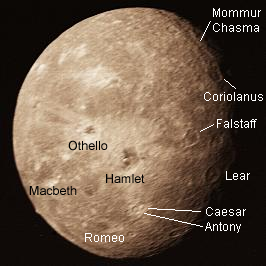
Imagem de Oberon pela Voyager 2, com as formações nomeadas indicadas. Mommur Chasma está no canto superior direito da foto, próximo do terminador.

Mommur Chasma é um cânion (chamado tecnicamente de chasma) na superfície de Oberon, um dos cinco grandes satélites de Urano. Tem um comprimento de 537 quilômetros e está localizado perto do equador de Oberon, sendo o único chasma oficialmente reconhecido no satélite. Recebeu o nome da casa da floresta onde o rei das fadas Oberon residia em Sonho de uma Noite de Verão, uma obra de Shakespeare.
Esta formação provavelmente surgiu durante os estágios iniciais da evolução da lua, quando o interior de Oberon expandiu-se e sua crosta de gelo rachou como resultado. O cânion é um exemplo de graben produzido por falhas normais. Ele foi descoberto e fotografado pela sonda Voyager 2, que sobrevoou o sistema uraniano em janeiro de 1986.